# Seriana media
Seriana media är en insektsart som beskrevs av Sohi och Mann 1992. Seriana media ingår i släktet Seriana och familjen dvärgstritar. Inga underarter finns listade i Catalogue of Life.